# Thomas Marsham
Thomas Marsham est un entomologiste britannique, né en 1747 et mort en 1819.

## Biographie
On ne connaît que peu de choses de sa vie. Il se marie avec Miss Symes d’Ufford, Northants, union dont naîtront deux filles. Il est secrétaire à la West India Dock Company durant de nombreuses années. Durant les guerres napoléoniennes, il est officier dans un corps de volontaire en 1802. Il est l’un des membres fondateurs de la Société linnéenne de Londres et son secrétaire de 1788 à 1798 et son trésorier de 1798 à 1816. Il est l’ami de James Francis Stephens (1792-1852), William Kirby (1759-1850) et Alexander Macleay (1767-1848). Ses collections ont été acquises par J.F. Stephens et conservées aujourd’hui au Natural History Museum de Londres, tout comme certains de ses manuscrits.

## Liste partielle des publications
- Observations on the Phalaena lubricipeda of Linneaus and some other moths allied to it' Transactions of the Linnean Society, 1, 1791, p. 67-75.
- System of Entomology, Hall's Royal Encyclopaedia  (1788), reprinted 1796.
- Entomologia Britannica, sistens Insecta Britanniae indigena secundum Linneum deposita. Coleoptera., 1802. À collaborative work listing 1,307 species. Il avait l'intention de faire paraitre d'autres volumes sur d'autres ordres mais ne le fit jamais. C'est le magnum opus de Marsham.
- 'Observations on the Curculio trifolii Transactions of the Linnean Society 6, 1806, p. 142-146. (With Markwick and Lehmann);
- Some observations on an insect that destroys the wheat, supposed to be a wireworm Transactions of the Linnean Society, 9, 1808, p. 160-161.
- Description of Notoclea, a new genus of Coleopterous insects from New Holland Transactions of the Linnean Society, 9, 1808, p. 283-295.
- Some account of an insect of the genus Buprestis, taken alive out of wood composing a desk, which had been made above twenty years; in a letter to Mr Macleay' Transactions of the Linnean Society, 10, 1811, p. 399-403.

## Source
- Traduction de l'article de langue anglaise de Wikipédia (version du 29 janvier 2007).